# Lamawai
Lamawai is een bestuurslaag in het regentschap Flores Timur van de provincie Oost-Nusa Tenggara, Indonesië. Lamawai telt 644 inwoners (volkstelling 2010).